# Tobin Carberry
Tobin Carberry (Hamden (Connecticut), 29 de abril de 1991) es un baloncestista estadounidense que con 1,91 metros de estatura juega de base en el ADA Blois Basket de la LNB Pro A francesa.

## Trayectoria deportiva

### Universidad
Es un base formado en el Hamden High School de su ciudad natal, antes de ingresar en 2009 en la Universidad de Connecticut, donde formaría parte de los Southern Connecticut State Owls. Al año siguiente, en 2010 forma parte de los LIU Post Pioneers de la División II de la NCAA donde jugaría desde 2010 a 2013, promediando 18,6 puntos y 5,8 rebotes por partido.

### Profesional
Tras no ser drafteado en 2013, en la temporada 2015-16 llega a Europa para jugar en el Körfuknattleiksdeild Höttur de la Úrvalsdeild karla, la primera división islandesa.
En la temporada 2016-17, cambia de equipo en Islandia y firma por el Thor Thorl de la Úrvalsdeild karla.
En la temporada 2017-18, firma por el Salon Vilpas Vikings de la Korisliiga finlandesa.
En la temporada 2018-19, firma por el Bakken Bears de la Basketligaen danesa.
En la temporada 2019-20, regresa al Salon Vilpas Vikings de la Korisliiga. En la misma temporada también jugaría tres partidos con el BC Avtodor Saratov en la VTB League.
En la temporada 2020-21, firma por el Unione Cestistica Casalpusterlengo de la Serie A2 Oeste, la segunda división del baloncesto italiano.
En la temporada 2021-22, firma por el Bornova Belediye de la TB2L, la segunda división del baloncesto turco.
En la temporada 2022-23, firma por el Mersin Büyükşehir Belediyesi S.K. de la TB2L, la segunda división del baloncesto turco.
El 19 de junio de 2023, fichó por el ADA Blois Basket de la LNB Pro A francesa.